# Els bobobobs
Els bobobobs és una sèrie d'animació per a televisió. Va ser creada per BRB Internacional i produïda per Televisió de Catalunya. La sèrie és original de Henk Zwart i Nerida Zwart, i produïda per BRB Internacional el 1988 i va consistir en 26 capítols.
La sèrie ens posiciona en un univers allunyat de la Terra i ens explica les aventures d'uns éssers anomenats Bobobobs. Viatgen en la seva nau espacial Bobular en direcció a la Terra per salvar els humans, que són atemorits pels dinosaures. Al llarg de la seva travessia es trobaran amb diferents espècies alienígenes, algunes seran pacífiques, però altres hostils, les quals els dificultaran el viatge.

## Personatges
- Bob Wouter – és el capità de la nau, i dirigeix amb gran determinació a tota la tripulació de la nau.
- Petit Wouter – és el fill de Bob Wouter. És molt llest, és més intel·ligent del que els altres Bobobobs pensen.
- Fuzz – és la mascota de Cornelius. És una bola peluda, flotant i estatge, amiga de tots.
- Cornelius – és el cap astrònom de la nau espacial. És molt major, té una enorme barba blanca i porta abillaments morats de mag. És molt savi i tots li demanen consell.
- Wilbur – és el fill del gran líder dels Bobobobs, Gran Bob, i germà de Petronella. No ajuda molt en les tasques de la nau espacial.
- Petronella – en ser la filla de Gran Bob es creu que pot ordenar el que sigui a qui sigui. És gasiva i egoista i solament pensa en si mateixa i en la seva "bellesa". Està casada amb A.D.
- A.D. – és l'arquitecte de la nau espacial. És una persona molt treballadora. Està casat amb Petronella.
- Fritz – és el cuiner del Bobular. Encara que el seu menjar té un gust horrible, és molt nutritiu. És una persona molt temperamental i gairebé sempre està enfadat amb algú.
- Tia Agatha – és la tia de tots. Es va colar en la nau per cuidar del seu nebot Pievus però acaba convertint-se amiga de tots. Li encanta fer els seus famosos pastissos.
- Odd i Sodd – són els biòlegs de la nau. Són dos bessons, que mai se separen un de l'altre.
- Pievus – és l'assistent de Cornelius i la seva ambició és convertir-se en el següent cap d'astronomia.
- Doc Bone – és el doctor de la tripulació. Té mala memòria.
- Infermera Mimi – és la infermera de Bone, sempre està preparada per ajudar els quals la necessitin.
- Gran Bob – és el líder dels Bobobobs.

## Llista d'episodis
| Núm. | Títol                           | Direcció        | Data d'emissió         |
| 1    | «Bobobobs»                      | Lluís Ballester | 8 d'octubre de 1988    |
| 2    | «El pantà»                      | Lluís Ballester | 15 d'octubre de 1988   |
| 3    | «L'ermità còsmic»               | Lluís Ballester | 22 d'octubre de 1988   |
| 4    | «En Blush torna a casa»         | Lluís Ballester | 29 d'octubre de 1988   |
| 5    | «Una sopresa d'aniversari»      | Lluís Ballester | 5 de novembre de 1988  |
| 6    | «La disfressa»                  | Lluís Ballester | 12 de novembre de 1988 |
| 7    | «L'arbre pervers»               | Lluís Ballester | 19 de novembre de 1988 |
| 8    | «La invasió de l'obús»          | Lluís Ballester | 26 de novembre de 1988 |
| 9    | «Els aventurers de l'espai»     | Lluís Ballester | 3 de desembre de 1988  |
| 10   | «El planeta contaminat»         | Lluís Ballester | 10 de desembre de 1988 |
| 11   | «La visita de la mare»          | Lluís Ballester | 17 de desembre de 1988 |
| 12   | «La tieta Agatha fa de cuinera» | Lluís Ballester | 24 de desembre de 1988 |
| 12   | «El fantasma»                   | Lluís Ballester | 31 de desembre de 1988 |

1. La captura del bobular
2. Els trípods
3. En forma
4. Els gubbies
5. El gran rei petit Wouter
6. Els impostors
7. La dèria d'en Fritz
8. El misteri del tresor
9. Aterratge d'emergència
10. A la recerca del bobular perdut
11. Els furies (1a part)
12. Els furies (2a part)
13. El casament de la Susu